# Pietro Donders

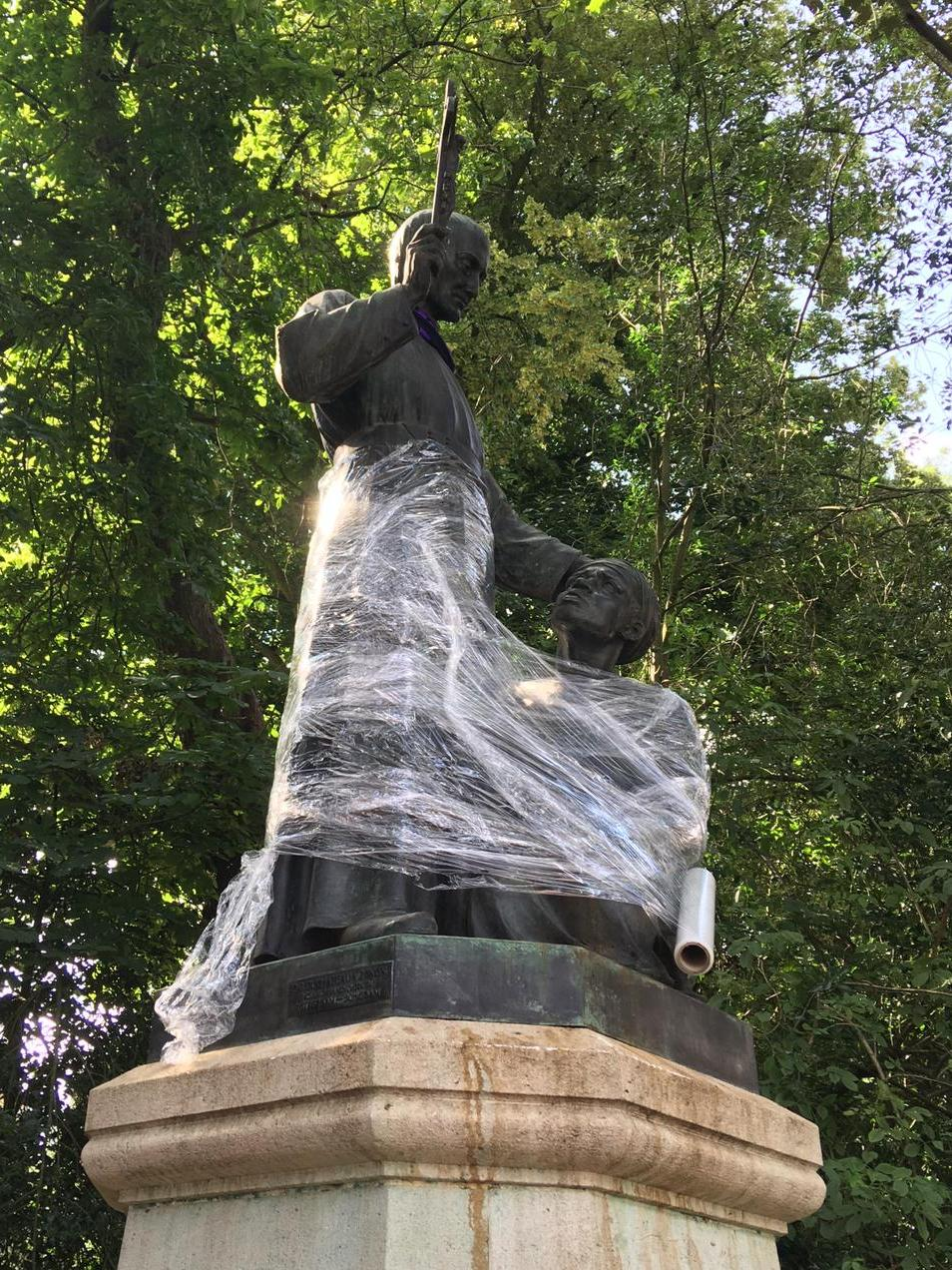
Statua contestata nel 2020

Pietro Donders (Tilburg, 27 ottobre 1809 – Batavia, 14 gennaio 1887) è stato un missionario olandese.

## Biografia
Ordinato sacerdote nel 1841, partì come missionario per la Guyana olandese e nel 1867 entrò come religioso nella Congregazione del Santissimo Redentore.
Si dedicò all'apostolato presso le popolazioni indigene, gli schiavi neri e i lebbrosi: morì nel lebbrosario di Batavia nel 1887.

## Il culto
La sua causa di canonizzazione venne introdotta nel 1913: dichiarato venerabile nel 1945, è stato proclamato beato da papa Giovanni Paolo II il 23 maggio 1982.
La sua memoria si celebra il 14 gennaio.

## Controversia
Dalla sua beatificazione nel 1982, una statua in bronzo raffigurante un lebbroso anonimo inginocchiato davanti al missionario Donders è stata oggetto di discussione. Il monumento, situato nella città natale di Donders, ha una struttura molto gerarchica. Raffigura il missionario che converte un 'pagano' - riferendosi anche al colonialismo olandese basato sulla schiavitù.